# Рагнвальд Ульвсон
Рагнвальд Ульвсон (швед. Ragnvald Ulfsson den gamle; пом. після 1019) — шведський ярл.

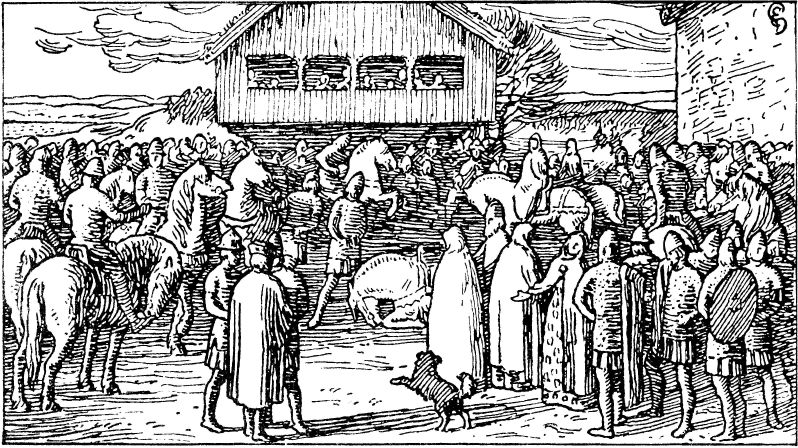
Прибуття Рагнвальда й Астрід до Сарпсборгу

На думку Леонтія Войтовича, був троюрідним братом княгині Інгігерди, на думку Олексія Гіппіуса — двоюрідним. На думку Л. Войтовича, у часи князя Ярослава Мудрого в Ладозі був окремий князівський престіл, який з 1019 року посідав Рагнвальд Ульвсон, потім — його син Ульф-Ейлів Рагнвальдсон. У шведському біографічному довіднику «Nordisk familjebok» стверджували, що Рагнвальд мав двох синів, Ульфа (Ulf) та Ейліфа (Eilif), які були ярлами.